# Manaém
Manaém ou Manahen (em hebraico: מנחם) foi um mestre da Igreja de Antioquia e o irmão adotivo (Gr. syntrophos, Vulg. collactaneus) de Herodes Antipas.

## História
Pouco se sabe da vida do Manaém. Ele é dito ser um daqueles que, sob a influência do Espírito Santo, impuseram as mãos sobre Saulo e Barnabé e enviaram os dois apóstolos no primeiro dia de viagens missionárias de Paulo. Uma vez que Lucas era de Antioquia, não é improvável que Manaém fosse um dos "profetas e doutores" da Igreja de Antioquia e uma das "testemunhas oculares e ministros da palavra", que entregou a Lucas os detalhes que esse escritor sagrado tem a respeito de Antipas e outros membros da família herodiana (Lucas 3:1, 19, 20; Lucas 8:3; Lucas 9:7–9; Lucas 13:31–32; Lucas 23:8–12, Atos 12). Ele pode ter se tornado um discípulo de Jesus com "Joana, mulher de Cuza, administrador de Herodes".
Em 39 d.C, Antipas partiu para Roma para ganhar o favor de Calígula, mas recebeu uma ordem de exílio perpétuo. (Jos., "Ant.", XVIII, vii, 2). Durante este tempo, a Igreja de Antioquia foi fundada por judeo-cristãos, que "tinham sido dispersos pela perseguição que se sucedeu por ocasião do Estêvão" e tinha ensinado o Evangelho também aos gregos da Antioquia. É bastante provável que Manaém tenha sido um desses fundadores da Igreja de Antioquia.